# Pakistan Naval Air Arm
La Pakistan Naval Air Arm è la componente aerea della Pak Bahr'ya, la marina militare dell'Pakistan. Essa è una importante componente della Marina Pakistana e concorre con pattugliamenti di superficie ed antisommergibile a garantire la sicurezza dei confini marittimi.

## Aeromobili in uso
Sezione aggiornata annualmente in base al World Air Force di Flightglobal del corrente anno. Tale dossier non contempla UAV, aerei da trasporto VIP ed eventuali incidenti accorsi durante l'anno della sua pubblicazione. Modifiche giornaliere o mensili che potrebbero portare a discordanze nel tipo di modelli in servizio e nel loro numero rispetto a WAF, vengono apportate in base a siti specializzati, periodici mensili e bimestrali. Tali modifiche vengono apportate onde rendere quanto più aggiornata la tabella.
| Aeromobile                             | Origine        | Tipo                                                                                | Versione (denominazione locale)                                             | In servizio (2024) | Note | Immagine |
| Aerei da pattugliamento marittimo      |                |                                                                                     |                                                                             |                    | |          |
| Lockheed P-3 Orion                     | Stati Uniti    | ASW                                                                                 | P-3C Update-II.5 P-3C CUP                                                   | 6                  | 3 P-3C Update-II ordinati nel 1988 (consegnati solo nel 1996 a causa dell'embargo) di cui uno perso nel 1999. 7 P-3C CUP ordinati nel 2005, consegnati tra il 2007 ed il 2012 di cui tre distrutti, ma sostituiti dal governo americano. |          |
| Fokker F27 Maritime Enforcer           | Paesi Bassi    | aereo aereo da pattugliamento marittimo                                             | F-27-200 Maritime Enforcer                                                  | 3                  | 3 F-27-200 Maritime Enforcer acquistati di seconda mano e dotati dal 1988 di radar APS-524V. |          |
| Rheinland Air Service RAS-72 Sea Eagle | Italia Francia | aereo da pattugliamento marittimo ASW                                               | RAS-72MP/ASW                                                                | 3                  | 2 ATR-72 acquistati di seconda mano nel 2015 e convertiti in pattugliatori marittimi dalla Rheinland Air Service, con il primo aereo consegnato nel 2018 ed il secondo nel 2019. A giugno 2020 il Consiglio federale di sicurezza della Germania ha approvato la consegna di un terzo RAS-72 Sea Eagle. |          |
| Embraer Lineage 1000 Sea Sultan        | Brasile        | aereo da pattugliamento marittimo ASW                                               | Lineage 1000 MPA                                                            | 1                  | A luglio 2021, Islamabad ha assegnato a Leonardo un contratto per la conversione di tre Embraer Lineage 1000 in piattaforme in Maritime Patrolling Aircraft (MPA). Nello specifico, il contratto prevede l’acquisizione di due velivoli (uno è già in carico alla Marina pakistana) e la relativa progettazione, installazione ed integrazione dei sistemi per la lotta ASW e di pattugliamento marittimo. Il primo esemplare (non ancora modificato allo standard MPA) è stato consegnato nel settembre del 2021. |          |
| Aerei per impieghi speciali            |                |                                                                                     |                                                                             |                    | |          |
| Hawker 850                             | Regno Unito    | SIGINT aereo per la guerra elettronica                                              | Hawker-850XL                                                                | 1                  | 4 ricevuti tra il 2010 ed il 2013. |          |
| Britten-Norman BN-2 Maritime Defender  | Regno Unito    | aereo da ricognizione                                                               | BN-2                                                                        | 3                  | 3 consegnati dal 1993. |          |
| Aerei da trasporto                     |                |                                                                                     |                                                                             |                    | |          |
| Fokker F27 Friendship                  | Paesi Bassi    | aereo da trasporto                                                                  | F-27                                                                        | 2                  | 2 acquistati di seconda mano. |          |
| ATR 72                                 | Italia Francia | aereo da trasporto                                                                  | ATR 72                                                                      | 1                  | 1 ATR 72 con compiti cargo e lancio paracadutisti introdotto a gennaio 2020. |          |
| Elicotteri                             |                |                                                                                     |                                                                             |                    | |          |
| Harbin Z-9 Haitun                      | Cina           | elicottero ASW                                                                      | Z-9EC                                                                       | 5                  | 12 consegnati dal 2009. |          |
| Westland Sea King                      | Regno Unito    | elicottero ASWelicottero da trasporto tatticoSARASuWelicottero da trasporto tattico | Sea King HAS-1 Mk. 45Sea King HC.4Sea King HAR3ACommando Mk.3Commando Mk.2A | 10                 | 6 Westland Sea King Mk45/45A acquistati nel 1974 ed ammodernati negli anni '90. 7 elicotteri ex britannici sono stati acquistati di seconda mano nel 2016. Di questi, due Sea King HC.4 ex Royal Navy ed un Sea King HAR3A (SAR) ex RAF sono stati aggiornati e riportati in condizioni di volo, due verranno usati come fonte di parti ricambio, con circa 500 componenti salvati per il riutilizzo, due saranno spediti in Pakistan, ma il loro futuro non è chiaro. Ad agosto 2018 i Sea king Mk. 45 in servizio sono 5, in quanto un esemplare é precipitato il 31 dello stesso mese. 10 tra Commando Mk.3 Anti-Submarine/Anti Surface Warfare (ASuW) e Commando Mk.2A da trasporto/utility acquistati di seconda mano tra il luglio e l'agosto del 2021 dalla Qatar Emiri Air Force. Alcuni esemplari verranno immessi in servizio, altri utilizzati probabilmente come fonti per parti di ricambio. I primi 4 Commando 2A ex qatarioti sono stati consegnati il 24 gennaio 2022. Uno dei Sea King Mk. 45 è stato perso in un incidente il 4 settembre 2023. |          |
| Sud-Aviation SA 316 Alouette III       | Francia        | SAR                                                                                 | SA-316B                                                                     | 7                  | |          |
| Mil Mi-14 Haze                         | Russia         | SAR                                                                                 | Mi-14PG                                                                     | 2                  | 2 Mi-14PG in servizio al settembre 2023. |          |

## Aeromobili ritirati
- Westland Lynx - (?-2012)[2]
- Breguet Br 1150 Atlantic